# Турци в България
Турците в България (на турски: Bulgaristan Türkleri) представляват най-голямото етническо малцинство в страната.
Според различни теории нейните представители са в по-голямата си част потомци на тюркски заселници, които са преселени по българските земи от Анадола след османското завладяване на Балканите в края на 14-и и началото на 15-и век, както и донякъде на местно население, ислямизирано и постепенно приело турския език по време на османското владичество. Самото име на „турци“ се появява в българската книжнина през втората половина на 18-и век, т.е. с началото на Възраждането, а придобива гражданственост едва през 19-и век. Дотогава за означение на мюсюлманите в империята от българите са използвани думите „агаряни“ и „измаилтяни“. В самата Османска империя са съществували два термина за обозначаване на идентичност: простонароден човек (турчин) и династичен аристократ (османец).

## Географско разпределение
Днес малцинството населява главно териториите на Източните Родопи, Лудогорието, Източния Предбалкан и Източна Стара планина. Те представляват мнозинство в област Кърджали (56%) и относителното мнозинство в област Разград (50,02%). Важно е да се отбележи обаче, че е трудно да се установи точно броят им, защото е вероятно някои роми, помаци, татари или черкези да са се самоопределили като турци при преброяването на населението.

## История

### В Османската империя
Османците и мюсюлманите започват да се заселват по българските земи, непосредствено с падането на България под османско владичество през 1396 г. Като доминираща група в Османската империя за следващите пет века, те играят важна роля в икономическия и културния живот по българските земи. Българските градове се изпълват с разнородно по етнически състав население. Доминиращи етноси са българи и турци. Големите градове, като София, Пловдив, Скопие, Варна, Търново и др., представляват селища с население, което почти е в съотношение 50:50 (българи-турци) и множество други етноси (арменци, гърци, евреи, власи). Всяка етническа общност е съсредоточена в своя махала, така съществувала българска махала, турска махала, еврейска, гръцка и т.н.
Според френския консул в Русе Аубърт през 1876 – 1878 г. в Дунавския вилает, в пределите на който е включен и Тулчанския санджак, т.е. съвременна Северна Добруджа, съжителстват около 1 120 000 мюсюлмани и 1 233 500 немюсюлмани, от които съответно 1 150 000 българи и 774 000 турци. Това показва относителният дял на турското и българското население през този период, който след Освобождението много бързо се изменя. Според управителя на Дунавския вилает през 1878 г. висш турски държавник Мидхат паша техният произход е основно български: „Между българите има повече от един милион мохамедани. Тези мохамедани не са дошли от Азия, както обикновено се мисли. Това са потомци на същите тези българи, преобърнати в исляма през епохата на завоеванията и следващите години. Това са чада на същата тази страна, на същата тази раса и от същото това коляно“.
След 1878 г. и създаването на Княжество България голяма част от турското население, поради страх от отмъщение от страна на българите, панически разпродава имотите си и напуска земите на Княжеството. В Княжеството се заселват българи от останалите под османска власт български земи, така че постоянно намаляващото турско население се компенсира с пристигащото българско. Така за няколко години, съотношението българи-турци от 1878 г. драстично се променя в полза на българския етнос.

### След Освобождението
Непосредствено след Освобождението турците в Североизточна България участват в продължителни спорадични бунтове. През следващите десетилетия останалата в България турска общност остава извън вниманието на правителството и на практика се ползва с известна автономия – разполага с мрежа от частни училища и религиозни фондации и е представлявана колективно пред държавата чрез мюфтиите.
След Балканските войни се наблюдава усилено изселване на мюсюлманско населени със съдействието на административните власти. С възхода на кемализма в Турция през 20-те години българските власти негласно подкрепят усилията на местното консервативно мюсюлманско духовенство, което се противопоставя на модерния турски национализъм.
Тази политика се променя в средата на 30-те години, когато авторитарният режим се ориентира към национализма полага усилия да предотврати създаването на турска интелигенция. Повечето турски училища са затворени, закрити са почти всички турскоезични вестници, както и кемалисткият Съюз на културно-просветните и спортните дружества „Туран“.
Непосредствено след Деветосептемврийския преврат през 1944 година налагащият се тоталитарен комунистически режим се опитва да привлече турците на своя страна – възстановени са вестниците на турски език, в училищата се назначават учители турци и е създадено турско педагогическо училище, през 1947 година общността получава официален статут на национално малцинство. В същото време режимът предизвиква недоволство със секуларизацията на образованието и джамиите и започващата колективизация, а влошаването на отношенията с Турция поставя цялата общност под подозрение в нелоялност. Според преброяването от 1946 година от 676 хиляди турци в България 63 имат завършено висше, 449 – завършено средно, 5 хиляди – завършено основно и 15 хиляди – завършено начално образование.
През лятото на 1949 година ръководството на Българската комунистическа партия се среща с Йосиф Сталин, който му дава указания турците, смятани за „неблагонадежден елемент“, да бъдат изселени от южната граница към вътрешността на страната. Решение за изселването на турците от южната граница – към Турция или към Северна България – е взето през декември след доклад пред Политбюро на Добри Терпешев, изпратен през лятото в Кърджали, за да проучи условията в района. Властите очакват, че Турция ще откаже да приеме планираните 150 хиляди изселени, и се готвят да използват това в пропагандата си сред турското население. Първоначално Турция действително издава по-малко входни визи от издаваните от България изходни, като между 7 октомври и 2 декември 1950 година напълно затваря границата, но след това процесът на изселване се активизира. Турция отново спира изселването на 7 ноември 1951 година, този път тряно, тъй като според нея в противоречие на Ангорския договор сред изселниците са допускани не само турци, но и цигани. В периода 1949 – 1951 година около 155 хиляди турци напускат България дъброволно или принудително.
Въпреки тези мерки, българското и съветското правителство се опитват да запазят турското малцинство, което да използват като инструмент за съветската външна политика спрямо Турция. През следващите години се правят опити за включване на турци в йерархията на режима, модернизиране на турските селища, въвеждат се квоти за прием на турци в средните и висши училища. Този период завършва през 1958 година, когато започва процес на премахване на обучението на турски език в училищата, а повечето турски вестници и списания отново са закрити, затварят се джамии. Натискът отслабва в средата на 60-те с подобряването на съветско-турските отношения.
През 1964 година външният министър Иван Башев представя пред Политбюро обширен доклад, предлагащ организирането на нова кампания за изселване. Той е приет с общо одобрение и са започнати преговори с Турция, които обаче се проточват, поради стремежа на Турция да ограничи изселванията главно до близки на вече заминалите.
През 1968 година между България и Турция е сключена спогодба с десетгодишен срок за „събиране на разделените семейства“, с която се дава възможност на относително широк кръг роднини на изселници да напуснат България. Броят на изселниците по тази спогодба е около 115 хиляди души, като повечето заминават в края на нейния срок на действие, през 1975 – 1978 година. За разлика от останалите изселнически вълни, тази включва главно хора с добра квалификация, които успешно се интегрират в турската средна класа.

## Демографски процеси
След 1878 година турски маси постоянно се изселват от България към Турция или други европейски страни. Този процес продължава и до днес. В резултат на това процентът на турското население в България постоянно намалява.
| Година | Турска етническа група | Българска етническа група | Общо население на България |
| --- | ---------------------- | ------------------------- | -------------------------- |
| 1900 | 531 240 (14,2%)        | 2 888 219                 | 3 744 283                  |
| 1905 | 488 010 (12,1%)        | 3 203 810                 | 4 035 575                  |
| 1910 | 465 641 (10,7%)        | 3 518 756                 | 4 337 513                  |
| 1920 | 520 339 (10,7%)        | 4 036 056                 | 4 846 971                  |
| 1926 | 577 552 (10,5%)        | 4 557 706                 | 5 528 741                  |
| 1934 | 591 193 (9,7%)         | 5 204 217                 | 6 077 939                  |
| 1946 | 675 500 (9,6%)         | 5 903 580                 | 7 029 349                  |
| 1956 | 656 025 (8,6%)         | 6 506 541                 | 7 613 709                  |
| 1965 | 780 928 (9,5%)         | 7 231 243                 | 8 227 966                  |
| 1975 | 730 728 (8,4%)         | 7 930 024                 | 8 727 771                  |
| 1985 | ~800 000 (est.)        | ~8 000 000 (est.)         | 8 948 649                  |
| 1992 | 800 052 (9,4%)         | 7 271 185                 | 8 487 317                  |
| 2001 | 746 664 (9,4%)         | 6 655 210                 | 7 932 984                  |
| 2011 | 588 318 (8,8%)         | 5 664 624                 | 6 680 980                  |
| 2021 | 508 378 (7,8%)         | 5 118 494                 | 6 519 789                  |
| aПоказва данни от общия резултат от преброяването през 1880 г. в Княжество България и Източна Румелия. bПоказва данни по майчин език. Преброяванията са през 1880 1887 и 1892 г. |                        |                           |                            |
| Източник (1900 – 2001): Източник (1880 – 1892): |                        |                           |                            |

### Миграционни процеси
Едно от големите изселвания от България към Турция е след т.нар. Възродителен процес при който принудително са сменени имената на стотици хиляди мюсюлмани от традиционните турско-арабски с български. В последвалите събития и т.нар. Голяма екскурзия започва изселване на мюсюлмани към югоизточната ни съседка. Изселват се над 300 000 турци в разрешения тримесечен срок около 100 000 се завръщат по родните си места.